# Brían F. O'Byrne
Brían F. O'Byrne (Irlanda, 16 de mayo de 1967) es un actor de teatro y cine irlandés, quien trabaja principalmente en los Estados Unidos.

## Biografía
En 1996 estuvo comprometido con la actriz Amy Ryan.
Brían está casado con la actriz Heather Goldenhersh, la pareja tiene dos hijas, una nacida en 2008 y la otra en 2010.

## Carrera
O'Byrne atrajo la atención por primera vez por sus actuaciones en las obras de Martin McDonagh The Beauty Queen of Leenane y The Lonesome West. 
También es conocido por tomar papeles serios y dramáticos, tales como un asesino de niños en Frozen, actuación que le valió un Premio Tony, y como un sacerdote acusado de pedofilia en Doubt. O'Byrne también apareció como un sacerdote en la película Million Dollar Baby
En mayo de 2007, O'Byrne fue nominado a un Premio Tony por su actuación como Alexander Ivanovich Herzen en la trilogía de Tom Stoppard The Coast of Utopia.
En 2015 se unió al elenco recurrente de la segunda temporada de la serie The Last Ship donde interpreta al villano Sean Ramsey, quien desea acabar con el USS Nathan James y su tripulación.

## Filmografía

### Series de televisión
- Manhunt: Unabomber (2017, serie de TV, un episodios)
- Little Boy Blue (2017, serie de TV, 4 episodios)
- Mercy Street (2017, serie de TV, 5 episodios)
- The Magicians (2016-2017, serie de TV, 3 episodios)
- Aquarius (2015-2016, serie de TV, 22 episodios)
- The Last Ship (2015, serie de TV, 8 episodios)
- Saints and Strangers (2015, miniserie, 2 episodios)
- Love/Hate (2013-2014)
- Miniserie (2010, miniserie)
- FlashForward (2009, serie de TV)
- Law & Order: Special Victims Unit (2005, serie de TV, un episodio)
- Oz (2001, serie de TV, tres episodios)
- The Hogan Family (1986, serie de TV, un episodio)
- Joe Forrester (1976, serie de TV, un episodio)

### Películas
- El prodigio (2022)
- The International - Dinero en la sombra (2009)
- Bug (2007)
- Before the Devil Knows You're Dead (2007)
- In an Instant (2005)
- El nuevo mundo (2005)
- The Blackwater Lightship (2004, TV)
- Million Dollar Baby (2004)
- Intermission (2003)
- Easy (2003)
- La zona gris (2001)
- Disco Pigs (2001)
- Bandits (2001)
- The Mapmaker (2001)
- An Everlasting Piece (2000)
- Amongst Women (1998, TV)
- Electricity (1997)
- The Last Bus Home (1997)
- The Fifth Province (1997)
- Avenue X (1994)